# Шомакер, Ганна
Ганна Шомакер (урождённая Петесен; 26 августа 1858 — 25 ноября 1913) — российская писательница и драматург, принадлежавшая к балтийским немцам. Писала на немецком языке.
Родилась в Вендене (Лифляндской губернии), происходила из богатой и знатной семьи. Окончила высшую женскую школу, затем педагогическое училище в Риге, получив диплом домашней учительницы. В 1880 году вышла замуж за Карла Шомакера и вместе с ним переехала в столицу Российской империи, Санкт-Петербург, где прожила тридцать лет. Там она установила дружеские отношения с немецкоязычными писателями и благодаря их поддержке смогла сотрудничать в петербургской немецкоязычной газете «St. Petersburger Zeitung». Её произведения издавались не только в Российской, но и в Германской империи, где имели гораздо большую известность. В 1910 году она приняла решение уехать в Германию и провела три последних года своей жизни в Висбадене.
Её произведения включают целый ряд новелл, сказок и юмористических рассказов в «Illustrirte Welt», «Illustrirte Zeitung», «Neue Revue» и других изданиях. Отдельно были изданы: «Bunte Märchen» (2-е издание, Лейпциг, 1896); «Klumpe-Dumpe u. andere Märchen» (Гамбург, 1892); «Liebeswirren», новелла (ib., 1893).